# 龙达尼纳
龙达尼纳（義大利語：Rondanina），是意大利热那亚省的一个市镇。总面积12.7平方公里，人口77人，人口密度6.1人/平方公里（2009年）。ISTAT代码为010050。